# Anita Garibaldi
Ana Maria de Jesus Ribeiro, meglio conosciuta come Anita (o Annita) Garibaldi (Morrinhos, 30 agosto 1821 – Mandriole di Ravenna, 4 agosto 1849), è stata una rivoluzionaria brasiliana naturalizzata italiana. Moglie di Giuseppe Garibaldi, è conosciuta, in analogia al marito, come "eroina dei due mondi".

## Biografia

### Le origini
Ana Maria nacque in Brasile a Morrinhos, una frazione di Laguna nello Stato di Santa Catarina, figlia del mandriano Bento Ribeiro da Silva, detto "Bentòn", e di Maria Antonia de Jesus Antunes. La coppia ebbe tre figlie e tre figli. La bambina fu battezzata Ana e chiamata in famiglia Aninha, diminutivo di Ana in lingua portoghese. Sarà Garibaldi ad attribuirle il diminutivo spagnolo Anita, con il quale è nota. Dopo che la famiglia si trasferì a Laguna, nel 1834, in pochi mesi morirono il padre (di tifo) e i tre figli maschi. La ragazza si mostrò emancipata sin dall'inizio: amante della natura, imparò presto a cavalcare. Non esitò a fare il bagno nuda nel mare, senza curarsi della reazione scandalizzata degli abitanti della località e della stessa madre, che reagì negativamente anche quando Ana, mentre raccoglieva granchi in riva al mare, fu toccata da un giovane ubriaco, e reagì sferrandogli un calcio, denunciandolo poi presso la gendarmeria.
Lo zio Antonio, nello stesso periodo, la iniziò ai discorsi politici e agli ideali di giustizia sociale, in un Brasile governato dal pugno duro dell'impero. Tutti questi atteggiamenti suscitarono attorno a lei numerose maldicenze, e la madre, sperando di ricondurla alla ragione, le impose di sposare Manuel Duarte de Aguiar, un uomo molto più grande di lei. Il matrimonio avvenne il 30 agosto 1835, il giorno stesso in cui la giovane compiva quattordici anni. L'uomo, un calzolaio, si rivelò un alcolizzato rozzo e violento che presto la abbandonò per unirsi alle truppe imperiali.

### L'incontro con Giuseppe
Nel 1835 scoppiò la rivolta farroupilha, ossia la rivolta degli straccioni. La sommossa popolare segnò profondamente l'animo di Anita, che guardava con ammirazione i ribelli, sognando di poter un giorno compiere le loro stesse gesta. Dopo quattro anni, il 22 luglio 1839, i rivoluzionari conquistarono momentaneamente la città, e gran parte degli abitanti di Laguna si recò in chiesa per intonare un Te Deum di ringraziamento al Signore. La ragazza era tra loro. Fu in questa occasione che vide per la prima volta Giuseppe Garibaldi, anch'egli presente nel luogo sacro assieme agli altri protagonisti della rivoluzione. Ricorda Garibaldi, nelle Memorie, come il giorno seguente i due si incontrarono nuovamente, e lui la fissasse intensamente dicendole «Devi essere mia». Questa frase, pronunciata in italiano (non conosceva ancora bene il portoghese), la legò a lui per sempre:
('Le memorie di Garibaldi, Milano, 1860, p. 76.)
Da quel momento, dopo aver verosimilmente abbandonato il marito, Anita sarà la compagna di Garibaldi, la madre dei suoi figli e la compagna di tutte le sue battaglie. Combatterà sempre con gli uomini, e pare che venisse spesso assegnata alla difesa delle munizioni, negli attacchi navali e nelle battaglie terrestri. All'inizio del 1840, nella battaglia di Curitibanos, Anita cadde prigioniera delle truppe imperiali brasiliane, ma il comandante, colpito dal suo temperamento indomabile, si lasciò convincere a concederle di cercare il cadavere di Giuseppe Garibaldi tra i morti sul campo di battaglia: intanto, approfittando della distrazione delle guardie, fuggì a cavallo e si ricongiunse con Garibaldi a Vacaria, nel Rio Grande do Sul.
Il 16 settembre 1840 nacque il loro primo figlio, Domenico, che fu sempre chiamato Menotti in onore del patriota modenese Ciro Menotti. Dodici giorni dopo il parto Anita sfuggì a una nuova cattura. I soldati imperiali circondata la sua casa uccisero gli uomini a difesa e cercarono di catturarla. Ma Anita, col neonato in braccio, uscì da una finestra (o da una porta secondaria), e a cavallo fuggì nella selva, ove rimase per quattro giorni, senza viveri e con il neonato al petto, finché Garibaldi e i suoi non la trovarono. A questo episodio lo scultore Rutelli s'ispirò per il monumento equestre ad Anita inaugurato sul Gianicolo a Roma nel 1932. A tre mesi Menotti è portato dal padre in un fazzoletto a tracolla e riscaldato dal suo calore durante la ritirata nella sierra.
Nel 1841, essendo divenuta ormai insostenibile la situazione militare della rivoluzione brasiliana, Garibaldi e Anita si trasferirono a Montevideo, in Uruguay, dove rimasero sette anni, durante i quali Garibaldi mantenne la famiglia impartendo lezioni di francese e matematica. Il 26 marzo 1842 si sposarono nella parrocchia di San Francesco a Montevideo. Stando alle sue Memorie, Garibaldi dovette dichiarare formalmente di avere notizie certe della morte del marito di Anita. Negli anni successivi nacquero Rosita (1843), che morì a 2 anni, Teresita (1845) e Ricciotti (1847), ultimo figlio. Nel 1848, alla notizia delle prime rivoluzioni europee, Anita con Teresita e Ricciotti arrivarono a Nizza, ospitati dalla madre del generale, Maria Rosa Nicoletta Raimondi, mentre Garibaldi raggiunse Anita imbarcandosi su un altro bastimento qualche mese più tardi.

### Difesa della Repubblica romana del 1849

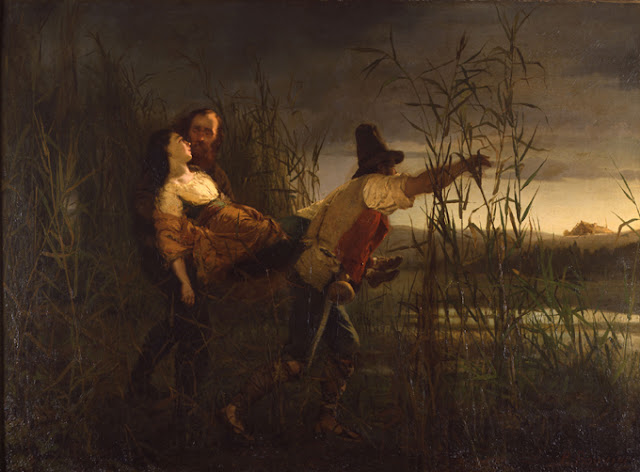
Anita morente trasportata da Garibaldi e dal capitano Giovanni Battista Culiolo, detto Leggero.
Brescia, Museo del Risorgimento

Il 9 febbraio 1849 a Roma avvenne la proclamazione della Repubblica Romana, ma già dal 29 gennaio 1849 Garibaldi aveva raggiunto Rieti, situata al confine con il Regno delle Due Sicilie, con l'incarico di formare una Legione di volontari per difendere il nuovo stato. Qui Anita lo raggiunse il 24 febbraio 1849, dopo aver lasciato i figli a Nizza, affidati alla suocera.
A Rieti, dove rimase incinta per la quinta volta, contribuì con lo Stato Maggiore della Legione, situato nello stesso palazzo Colelli ove ella alloggiava con Giuseppe, a gestire l'infermeria della Legione e la sartoria addetta a confezionare le divise per i nuovi arruolati.
Il 13 aprile 1849 ritornò a Nizza dai figli quando la Legione, ormai diventata di 1276 volontari, fu chiamata dal governo della Repubblica a spostarsi a sud di Roma.
Quando il 30 aprile arrivarono davanti a Roma i soldati del corpo di spedizione francese guidato dal generale Oudinot, inviato dalla Francia per rimettere Pio IX sul trono, subirono una sonora sconfitta da parte dei volontari romani davanti alle mura di Roma, tra Porta Cavalleggeri e Porta San Pancrazio, lasciando sul terreno centinaia di morti e decine di prigionieri. Venne stabilita una tregua fino al 3 giugno durante la quale Ferdinand de Lesseps (lo stesso che anni dopo dirigerà i lavori per il canale di Suez) venne incaricato di trovare un accordo con la Repubblica, ma si trattò solo di un inganno dei francesi per guadagnare tempo e fare arrivare altri rinforzi dalla Francia.
Quando ripresero i combattimenti, la preponderanza francese fu netta e, nonostante la strenua resistenza sul Gianicolo, a poco a poco le forze della Repubblica Romana persero terreno finché, il 4 luglio 1849, venne decisa la resa.
In tutto questo periodo anche Anita era a Roma, tornata da Nizza all'arrivo delle truppe francesi, occupandosi della cura dei feriti, insieme (tra le altre) a Margaret Fuller e Cristina Trivulzio.

## La fuga e la morte
Garibaldi decise di rivolgere le sue forze a Venezia, che ancora resisteva agli austriaci. Sebbene inseguito dai corpi di spedizione di quattro eserciti inviati dalla Francia, dalla Spagna, dall'Austria e dal Regno delle due Sicilie, Garibaldi riuscì a condurre in salvo i suoi uomini nel territorio della Repubblica di San Marino, dove sciolse la sua brigata di volontari. Anita, febbricitante e incinta, seguì il marito a cavallo. Lo seguì anche nella cavalcata verso Cesenatico. Quando vi giunse era però già divorata dalla febbre. Garibaldi con duecento seguaci cercò di raggiungere con 13 bragozzi Venezia, tuttavia, all'altezza della Punta di Goro alcune navi austriache lo intercettarono, impedendogli di proseguire. Alcune barche si arresero, altre si avvicinarono a terra. Tra queste quella di Garibaldi e Anita, che cercarono così di sfuggire alla cattura.
Il 3 agosto, una volta sbarcati su un tratto di costa pressoché disabitato a nord del porto di Magnavacca, Garibaldi, la moglie e Giovanni Battista Culiolo, detto Leggero trovarono inizialmente riparo in un piccolo capanno costiero. Raggiunti da Gioacchino Bonnet, un patriota di Comacchio, i tre furono condotti a casa Zanetto, di proprietà di Antonio Patrignani, che era stato tenente colonnello della Guardia Nazionale, dove furono accolti dalla moglie Teresa De Carli. Una volta ripartiti, attraversarono le valli grazie alla complicità di alcuni locali che li trasportarono su percorsi sicuri.
Nelle valli di Comacchio la consorte di Garibaldi perse conoscenza; venne poi trasportata su una piccola barca, adagiata su un materasso e condotta presso la fattoria Guiccioli, in località Mandriole di Ravenna, dove morì il 4 agosto 1849. Il corpo fu frettolosamente sepolto nella sabbia dal fattore e da alcuni amici, nella vicina "motta della Pastorara", allo scopo di nascondere i resti alle perquisizioni delle pattuglie papaline. Sei giorni più tardi, il 10 agosto 1849, la salma venne casualmente scoperta da un gruppo di ragazzini e poi tumulata nel cimitero di Mandriole.

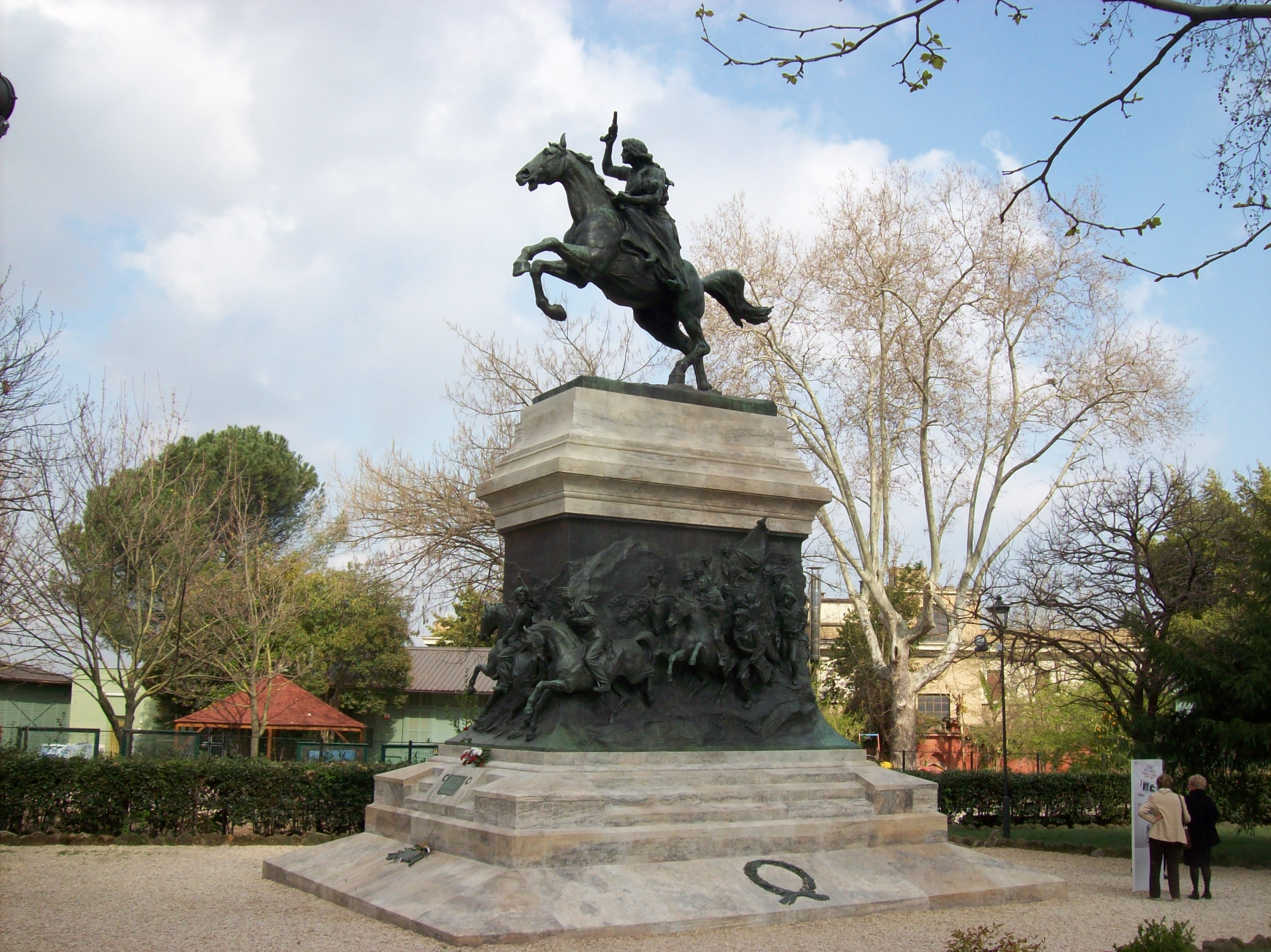
Monumento e tomba di Anita Garibaldi al Gianicolo

## Le indagini sul decesso e la sepoltura
Il 12 agosto 1849 il Delegato Pontificio di Polizia in Ravenna, conte Lovatelli (in sostanza il locale comandante della polizia papalina), consegnò a monsignor Bedini, Commissario Pontificio Straordinario di Bologna, un rapporto nel quale si sostiene che "tutto conduce a credere che fosse il cadavere della moglie o donna che seguiva il Garibaldi, sia per le prevenzioni che si avevano del di lui sbarco da quelle parti, sia per lo stato di gravidanza". Il poliziotto aggiunge che il cadavere mostra "segni non equivoci" di strangolamento (tra l'altro anche lacerazioni alla trachea), come a dire che Garibaldi, per non essere impacciato nella fuga, avesse strangolato la moglie incinta. Il referto della polizia fu poi smentito dallo stesso medico che aveva esaminato il cadavere di Anita: nessuno strangolamento.
Infatti, in seguito a un'accurata indagine giudiziaria delle autorità pontificie (le stesse che davano la caccia a Garibaldi per ucciderlo), esse finirono con il prosciogliere completamente i Ravaglia (la famiglia presso cui Anita, moribonda, aveva trovato riparo) da ogni accusa sia d'assassinio, sia di furto. I medici legali stessi (pontifici) dichiararono dopo esame del corpo che Anita era morta per cause naturali. Intorno alla morte di Anita, il rapporto dice: «Fu allora mandato a chiamare dalla boaria Giuseppe Ravaglia, ed essendo stato deciso di dare ricovero a quella donna, fu intrapreso il di lei trasporto per adagiarla in un letto esistente sul piano superiore, sul quale però non poté essere posata viva, perché su per le scale fu investita da una specie di convulsione che la tolse dai viventi”. Intorno ai segni che parvero di strangolamento, il rapporto recita: «E quei guasti nel suddetto cadavere riscontrati l'11 agosto, non derivano che dall'effetto della inoltrata putrefazione, la quale avendo agito meno nella parte anteriore del collo, perché il mento lo aveva maggiormente difeso dal calore tramandato dalla sabbia, le aveva lasciato un cerchio come di depressione, nel che convenne poscia lo stesso fisico in successivo esame sostenuto”.
Fu necessario il permesso dell'arcivescovo di Ravenna Mellini perché il parroco di Mandriole potesse ospitare il corpo nel locale cimitero e, un tempo ottenuto, Anita venne lì sepolta, avvolta in una stuoia di canne palustri. Nel 1859 alcuni patrioti della zona riesumarono i resti per dare all'Eroina più degna sepoltura, poche settimane prima dell'arrivo di Garibaldi, accompagnato dai figli Menotti e Teresita, da Nino Bixio e da alcuni fedelissimi, venuto a riprendere i resti della moglie per seppellirli a Nizza, non nascondendo la valenza affettiva e l'intento polemico della scelta: 
(da Anita di Giuseppe Garibaldi)
Il compito venne affidato all'amico d'infanzia Giuseppe Deideri, che lo portò a termine l'11 novembre 1859 con la positura dei resti di Anita nella cappella del castello di Nizza, dove rimasero fino al 1931.
Nel dicembre del 1931 le spoglie di Anita furono nuovamente riesumate, alla presenza del nipote Ezio, e trasferite provvisoriamente nel Pantheon del cimitero di Staglieno, accanto alle tombe di Nino Bixio e Stefano Canzio. Il 2 dicembre 1932, con un treno speciale, i resti vennero traslati a Roma, dove furono definitivamente deposti nel basamento del monumento equestre eretto in suo onore sul Gianicolo. La cerimonia si svolse alla presenza del Capo del Governo Benito Mussolini e vide la partecipazione di decine di migliaia di persone, oltre a quella delle delegazioni ufficiali di molti Paesi, tra i quali Brasile, Uruguay, Polonia, Ungheria, Francia, Grecia, Cuba e Giappone. La tomba venne chiusa alle ore 10:45.

## Cultura di massa

### Musica
- "Anita Anita" album del 1988 del cantautore Jan-Maria Carlotti il cui brano "Anita e Pepin" è stato incluso da Daniele Sepe nel CD del 2001 Jurnateri

- Anita Garibaldi è citata nella canzone di Sergio Caputo Il Garibaldi Innamorato.[8]

- Anita è un concept album del 2000 di Amedeo Minghi

- Anita Garibaldi viene citata nella canzone di Paolo Pietrangeli Sanza

### Fiori
- Rosa "Anita Garibaldi by Pantoli"[9][10]

### Premi
- Trofeo Anita Garibaldi

### Spazi urbani
- Passeggiata Anita Garibaldi a Nervi, quartiere di Genova
- Monumento ad Anita Garibaldi a Roma
- La frazione di Anita, comune di Argenta, provincia di Ferrara
- La città Anita Garibaldi nello Stato di Santa Catarina in Brasile

## Filmografia su Anita Garibaldi
- Anita Garibaldi del 1910, film di Mario Caserini, interpretata da Maria Caserini.
- Anita o il romanzo d'amore dell'eroe dei due mondi oppure Garibaldi o l'eroe dei due mondi (1927) di Aldo De Benedetti, interpretata da Rina De Liguoro.
- Camicie rosse, film di Goffredo Alessandrini, interpretata da Anna Magnani.
- Il giovane Garibaldi (1974), sceneggiato a colori di Franco Rossi, interpretata da Rejane Medeiros.
- Il generale (1987), miniserie diretta da Luigi Magni, interpretata da Laura Morante.
- Garibaldi, l'eroe dei due mondi (2003), telenovela brasiliana (60 episodi) di Teresa Lampréia e Jayme Monjardim, interpretata da Giovanna Antonelli.
- Anita - Una vita per Garibaldi (2007) di Aurelio Grimaldi, interpretata da Milena Toscano.
- Garibaldi in America (2009) di Alberto Rondalli, interpretata da Ana Paula Arósio.
- Anita Garibaldi (2012) miniserie televisiva Rai 1 in due puntate, regia di Claudio Bonivento, interpretata da Valeria Solarino.
- La versione di Anita (2023) di Luca Criscenti, interpretata da Flaminia Cuzzoli.